# Adam Brown (Fußballspieler, 1987)
Adam James Brown (* 17. Dezember 1987 in Sunderland) ist ein ehemaliger englischer Fußballspieler auf der Position eines Mittelfeldspielers. Brown absolvierte 2005 drei Partien in der Football League One für die Doncaster Rovers, bevor er ab 2007 im Non-League football für Stocksbridge Park Steels und den FC Quorn spielte.

## Karriere
Brown, der im Jahre 1987 in der englischen Hafenstadt Sunderland geboren wurde, verbrachte einen Teil seiner Jugendzeit im Nachwuchsbereich der Doncaster Rovers. Beim Klub aus Doncaster in der Grafschaft South Yorkshire spielte er anfangs vorwiegend in der vereinseigenen Jugendabteilung und wurde im Verlauf der Saison 2004/05 auch vermehrt im Reserveteam eingesetzt. Zum Saisonfinish der Spielzeit 2004/05 wurde Brown am 16. April 2005 für ein Ligaspiel gegen Stockport County erstmals in den Profikader geholt. Beim 4:2-Auswärtserfolg gegen Stockport kam Brown bereits nach 30 Minuten für den verletzten neuseeländischen Internationalen David Mulligan auf den Rasen und erzielte in der 87. Minute den Treffer zum 4:2-Endstand. Nach seinem Debüt in der Football League One, der dritthöchsten englischen Spielklasse, war der offensive Mittelfeldakteur bereits eine Woche später ein weiteres Mal für das Profiteam in einem Ligaspiel aktiv, als er bei einem 2:0-Heimsieg über Hartlepool United zu einem Kurzeinsatz kam. Zu seinem letzten Ligaeinsatz im Profiteam kam der damals 17-Jährige am 7. Mai 2005, als er bei einem 3:3-Heimremis gegen Luton Town ab der 52. Minute den ebenfalls als offensiver Mittelfeldspieler auftretenden James Coppinger ersetzte.
In den folgenden beiden Spielzeiten kam Brown nicht über Einsätze in der Reservemannschaft der Rovers hinaus und war dort bis zu seinem Abgang im Sommer 2007 aktiv. Nachdem sein auslaufender Vertrag vereinsseitig nicht verlängert wurde und er im Mai 2007 gemeinsam mit seinen Mannschaftskameraden Liam Green, Rob Pacey, Jan Budtz und Sean Thornton die Freigabe erhielt, schloss er sich nach einer kurzen fußballerischen Pause im Verlauf der Saison 2007/08 dem Achtligisten Stocksbridge Park Steels mit Spielbetrieb in der Northern Premier League Division One South an. Nach einigen Monaten bei Stocksbridge, in denen er zumeist auf dem linken Flügel zum Einsatz kam, wechselte er im Januar 2008 zum Ligarivalen FC Quorn. Dort kam er bis Sommer 2009 regelmäßig in der ersten Mannschaft zum Einsatz, agierte im zweiten Halbjahr 2009 dann nur noch im Reserveteam des Klubs, bevor sich seine Spur verliert.